# كلية الحاسبات والذكاء الاصطناعي (جامعة حلوان)
كلية الحاسبات والذكاء الاصطناعي بجامعة حلوان  (الحاسبات والمعلومات سابقًا) هي إحدى كليات جامعة حلوان وتقع جنوب غرب حرم الجامعة. أنشئت بقرار مجلس الجامعة بتاريخ 18 يوليو 1994 وبموافقة المجلس الأعلى للجامعات عام 1996 بهدف المساهمة في خدمة المجتمع وإتاحة الفرصة لتعلم علوم الحاسب ونظم المعلومات. بدأت الدراسة فعليا في الكلية عام 1996. أضيف لاحقا في عام 2006 برنامج هندسة البرمجيات وفي عام 2019 برنامج المعلوماتية الطبية  مقدَّمين من قسم نظم المعلومات وبرنامجي دبلوم وماجستير اللغويات الحاسوبية يقدّمهما قسم علوم الحاسب، وأضيف كذلك قسم ثالث هو تقنية المعلومات. في أبريل 2019 صدر قرار المجلس الأعلى للجامعات بتغيير مسمى الكلية من كلية الحاسبات الومعلومات لكلية الحاسبات والذكاء الاصطناعي. الدراسة في كل أقسام الكلية تعتمد نظام الساعات المعتمدة وتستمر لأربعة أعوام.

## أقسام الكلية
- قسم علوم الحاسب
- قسم نظم المعلومات
- قسم تكنولوجيا المعلومات

- قسم الذكاء الاصطناعي

## شعب الكلية
يختار الطالب الذي كان تخصصه الرياضيات في الثانوية العامة لدى بدء دراسته إحدى شعبتين:
- الشعبة العامة
- وشعبة هندسة البرمجيات

وإن كان من طلبة تخصص العلوم في الثانوية العامة يصبح متاحا له قسم واحد هو:
- المعلوماتية الطبية

إذا اختار الطالب الشعبة العامة، وبعد اجتياز الطالب 72 ساعة دراسية (عادة يتم ذلك خلال عامين دراسيين) بمعدل تراكمي يساوي أو يتجاوز 2، يمكنه حينئذ اختيار أحد التخصصات التالية كتخصص رئيسي وآخر كتخصص فرعي:
- علوم الحاسب
- نظم المعلومات
- تكنولوجيا المعلومات

أما في حالة اختيار الطالب شعبة هندسة البرمجيات من البداية فيكمل الطالب دراسته في هذا التخصص حتى اجتياز متطلبات التخرج من عدد ساعات ومعدل تراكمي.

## بعض المواد التي تقدمها أقسام الكلية

### قسم علوم الحاسب
البرمجة، هياكل البيانات، الخوارزميات، نظم التشغيل، هندسة البرمجيات، مفاهيم لغات البرمجة، رسوميات الحاسب، الذكاء الاصطناعي، المترجمات، بنية الحاسب، واجهات الحاسب، تعليم الآلة، معالجة اللغات الطبيعية، المعالجة على التوازي، لغة التجميع، وغيرها.

### قسم نظم المعلومات
بحوث العمليات، قواعد البيانات، تحليل وتصميم نظم المعلومات، إدارة المشروعات، النمذجة والمحاكاة، تطبيقات الإنترنت، تخزين واسترجاع البيانات، تأمين نظم المعلومات، نظم دعم اتخاذ القرار، نظم المعلومات الإدارية، التنقيب في البيانات، التجارة الإلكترونية، تأكيد جودة البرمجيات، إدارة مراكز المعلومات، نظم المعلومات المحاسبية، مستودعات البيانات، نظم المعلومات الجغرافية، وغيرها.

### قسم تقنية المعلومات
شبكات الحاسب، تكنولوجيا الاتصالات، معالجة الإشارات الرقمية، الوسائط المتعددة، الشبكات اللاسلكية والمتحركة، تأمين شبكات الحاسبات والمعلومات، وغيرها.

## نبذة عن برنامجهندسة البرمجيات
- أنشئ برنامج هندسة البرمجيات بالكلية منذ عام 2006 ويقدمه قسم نظم المعلومات.
- نظام الدراسة بالبرنامج وبكافة شعب الكلية يعتمد على الساعات المعتمدة.
- عدد الساعات المعتمدة بالبرنامج هي 129 ساعة معتمدة مقسمة إلى ثمانية فصول دراسية.
- برنامج بمصروفات تصل إلى سبعة آلاف جنيه مصري في السنة الواحدة.
- يجب اجتياز الساعات المعتمدة بنجاح للحصول على درجة البكالوريوس في الحاسبات والمعلومات - تخصص هندسة البرمجيات.
- اللقب الوظيفي : مهندس برمجيات أو مهندس جودة وإنتاج البرمجيات.
- للقسم شئون طلبة مستقل بذاته.

## روابط خارجية
- موقع الكلية
- لائحة أحكام وضوابط ومواد الكلية
- بوابة التعليم الإلكتروني للكلية
- الموقع الرسمي لجامعة حلوان